# 第41集団軍
第41集団軍（だい41しゅうだんぐん、第41集团军）とは、中国人民解放軍陸軍の軍級部隊。乙類集団軍。広州軍区に所属する。

## 歴史
日中戦争勃発後の1937年冬、膠東特委書記理琪は、萊山地区で起義を起こし、山東人民抗日救国軍第3軍を編成した。1938年9月、第3軍は掖県抗日遊撃第3支隊と合流し、山東人民抗日遊撃第5支隊に改編され、6個団、計7千人を管轄した。1939年秋、第3軍は第5旅に改編され、旅長は呉克華、政治委員は高錦純が担当した。対日戦勝後、第5旅派、山東人民解放軍第5師、第6師及び独立団に拡張された。
1945年10月、呉克華は、第5師及び第6師の計1万人を率いて、海路、東北部に進軍した。1946年2月、部隊は東北民主連軍第4縦隊に改編され、呉克華が司令、莫文驊が政治委員に任命された。

## 編制
軍部（司令部）は、広西省柳州にあるとされている。
- 第121自動化歩兵師団（広西省桂林奇峰鎮）
- 第123機械化師団（広西省貴港）
- 装甲旅団（広西省桂林西郊甲山郷）
- 第19防空旅団（湖南省衡陽車江鎮）
- 砲兵旅団（広西柳州鹿寨導江郷）
- 通信連隊（広西省柳州龍船山）
- 工兵連隊（湖南省耒陽）
- 第84舟橋連隊（湖南省長沙）
- 教導大隊（広西省柳州柳江）
- 司訓大隊（広西省柳州柳城沙埔鎮）

## 歴代軍長
| 職名 | 氏名   | 階級 | 在任期間 | 出身校 | 前職 |
| ---- | ------ | ---- | -------- | ------ | ---- |
| 軍長 | 劉小午 |      |          |        |      |

| 職名     | 氏名   | 階級 | 在任期間 | 出身校 | 前職 |
| -------- | ------ | ---- | -------- | ------ | ---- |
| 政治委員 | 鄭衛平 |      |          |        |      |